# Войневичи (Сморгонский район)
Во́йневичи (бел. Во́йневічы, пол. Wojnicze) — деревня в Сморгонском районе Гродненской области Белоруссии.
Входит в состав Кревского сельсовета.
Расположена в южной части района в лесу Кревщина. Расстояние до районного центра Сморгонь по автодороге — около 26,5 км, до центра сельсовета агрогородка Крево по прямой — чуть более 4 км. Ближайшие населённые пункты — Асаны, Полторовщина, Томасовка. Площадь занимаемой территории составляет 0,2060 км², протяжённость границ 2820 м.
Согласно переписи население Войневичей в 1999 году насчитывало 36 человек.
Название происходит от антропонима Войн (уменьшительная форма имён Воислав, Воинег, Воигост), потомки которого основали поселение.
Через деревню проходят местные автомобильные дороги:
- Н6141 Крево — Мирклишки
- Н6731 Войневичи — Асаны

Через деревню проходит регулярный автобусный маршрут Сморгонь — Мирклишки.